# نورمان موريس (لاعب كريكت)
نورمان موريس (1849 - ) (بالإنجليزية: Norman Morris)‏ هو لاعب كريكت بريطاني.

## وصلات خارجية
- نورمان موريس على موقع إي آس بي آن كريك إنفو (الإنجليزية)